# Fritz Richard
Fritz Richard (Viena, 17 de novembro de 1869 – Berlim, 9 de fevereiro de 1933) foi um ator austríaco da era do cinema mudo.

## Filmografia selecionada
- Die geheimnisvolle Villa (1914)
- The Mirror of the World (1918)
- Liebe (1919)
- Der Dummkopf (1921)
- Lola Montez, the King's Dancer (1922)
- Herzog Ferrantes Ende (1922)
- Graf Cohn (1923)
- Freund Ripp (1923)
- The Ancient Law (1923)
- The Woman Who Did (1925)
- The Telephone Operator (1925)
- Peter the Pirate (1925)
- The False Prince (1927)
- The Prince of Rogues (1928)
- Fight of the Tertia (1929)